# Age of Empires II: Rise of the Rajas
Age of Empires II: Rise of the Rajas, Age of Empires II: The Rise of the Rajas o Age of Empires II HD: Rise of the Rajas es la cuarta expansión del videojuego de estrategia en tiempo real de 1999 Age of Empires II: The Age of Kings, de Microsoft. Fue publicado en Steam el 19 de diciembre de 2016.
Se ha desarrollado a partir de la expansión Age of Empires II: The Forgotten, y se han corregido algunos balances de unidades. En esta ocasión, la expansión se ambienta en el Sudeste Asiático. La expansión agrega 4 nuevas civilizaciones, 4 nuevas campañas, 7 nuevas unidades, 8 nuevas tecnologías (todas únicas), 15 nuevos mapas, nuevos efectos visuales, nuevos elementos decorativos para enriquecer los distintos escenarios, una IA mejorada, nuevos logros, etc.
El 14 de noviembre de 2019 se lanzó la remasterización definitiva Age of Empires II: Definitive Edition, que combina tanto Age of Empires II: HD Edition como todas sus expansiones, y trae incluido de serie una expansión que se llama The Last Khans, y muchas más novedades, etc. El 26 de enero de 2021 lanzaron la sexta expansión en total y la primera expansión de pago del Age of Empires II: Definitive Edition que se llama Age of Empires II: Definitive Edition - Lords of the West. El 10 de agosto de 2021 lanzaron la séptima expansión en total y la segunda expansión de pago del Age of Empires II: Definitive Edition que se titula Age of Empires II: Definitive Edition - Dawn of the Dukes.

## Civilizaciones y edificios
La expansión añade 4 nuevas civilizaciones, todas vinculadas al Sudeste Asiático:
| Civilización y especialidades                         | Bonificaciones y bonificación de equipo | Unidades únicas                                                                          | Tecnologías únicas | Maravilla         |
| ----------------------------------------------------- | --- | ---------------------------------------------------------------------------------------- | --- | ----------------- |
| Birmanos. Civilización de monjes y elefantes.         | Tecnologías del monasterio cuestan -50%; infantería gana +1 de ataque por edad a partir de la Edad Feudal; Elefantes de Combate obtienen +1/+1 de armadura; mejoras de campamento maderero gratis. Bonus de equipo: reliquias son visibles en el mapa desde el inicio del juego.                                                           | Arambai (caballería con ataque a distancia).                                             | Howdah (elefantes obtienen +1/+1 en armadura). Caballería manipur (caballería causan +4 de ataque contra arqueros).                                     | Shwedagon.        |
| Jemeres. Civilización de armas de asedio y elefantes. | No son necesarios los edificios para avanzar de edad; elefantes de combate se mueven un 10% más rápido; granjeros no necesitan centros urbanos o molinos para depositar el alimento pero trabajan un 5% más lento; los aldeanos pueden guarecerse en las casas. Bonus de equipo: los escorpiones obtienen +1 de alcance.                   | Elefante con ballesta (escorpión montado).                                               | Colmillos de acero (aumenta el ataque de los elefantes de combate). Doble ballesta (los elefantes ballesta y los escorpiones disparan dos proyectiles). | Angkor Wat.       |
| Vietnamitas. Civilización de arqueros.                | Revela posiciones enemigas desde el inicio; unidades de galería de tiro con arco y lanceros de fuego obtienen un 20% de resistencia; mejoras económicas no cuestan madera y se desarrollan un 100% más rápido; leva gratis. Bonus de equipo: mejora de guerrillero imperial disponible en galería de tiro con arco.                        | Guerrillero imperial (guerrillero de élite aún más fuerte) y arquero de ratán (arquero). | Chatras (+100 puntos de resistencia para elefantes de combate). Papel moneda (Leñadores generan oro mientras trabajan).                                 | Bút Tháp.         |
| Malayos. Civilización naval.                          | Avanzan de edad un 66% más rápido; las trampas para peces cuestan -33%; las trampas para peces proporcionan el triple de alimento; elefantes de combate cuestan -25% en la Edad de los Castillos, -35% en la Edad Imperial; Mejoras de armadura de Infantería son gratis. Bonus de equipo: puertos aumentan en un 100% su línea de visión. | Guerrero karambit (infantería).                                                          | Talasocracia (los muelles disparan flechas). Leva en masa (costo de oro de la milicia y subsiguientes reemplazado en coste adicional de alimento).      | Templo Prambanan. |

## Multijugador
El modo multijugador está mantenido por Steam e introduce el modo espectador, que permite al espectador ver las partidas multijugador en línea, y también permite la transmisión directa a Twitch.tv.

## Campañas
La expansión aporta 4 nuevas campañas, cada una de ellas protagonizada por una de las nuevas civilizaciones:
- Gajamada: en la isla de Java un nuevo reino está creciendo. Gajamada, primer ministro de Majapahit, conspira para construir un imperio y gobernar los mares e islas del archipiélago indonesio.

1. La historia de nuestros fundadores.
2. Lealtad incondicional.
3. Un juramento para unificar Nusantara.
4. Al servicio de un nuevo rey.
5. La tragedia de Pasunda Bubat.

- Suryavarman I: a principios del siglo XI y el Imperio jemer está desgarrado por facciones rivales y rodeado de vecinos hostiles. Solamente el príncipe Suryavarman tendrá el valor necesario para derrotar a sus rivales y restaurar la gloria perdida.

1. La usurpación.
2. Un freno a la rebelión.
3. Una misión muy arriesgada.
4. Desafiando a una talasocracia.
5. Nirvanapada.

- Bayinnaung: el rey guerrero intenta unificar su tierra dividida, pero cuando es traicionado, sólo su devoto servidor podrá continuar su legado.

1. Dos tigres birmanos.
2. Cobra de Mandalay.
3. Pavo real, plumas desplegadas.
4. Elefante blanco.
5. Tigre viejo.

- Le Loi: cuando la guerra civil hundió al Đại Việt en el caos, el emperador Ming tomó el control. Ahora, la única esperanza para la libertad de la opresión está con un hombre llamado Le Loi.

1. Levantamiento en Đại Việt.
2. Asedio en la cima de la montaña.
3. Hanói, sede de batalla.
4. Camino al Sur.
5. Ataque desde tres frentes.
6. La fortaleza final.

## Unidades
Además de las nuevas unidades únicas para cada nueva civilización, la expansión añade una nueva unidad genérica:
- Elefante de combate: entrenado en el establo y disponible solo para las 4 nuevas civilizaciones. Tipo unidad de caballería y es muy potente cuerpo a cuerpo.

Las nuevas unidades únicas de estas nuevas civilizaciones son las siguientes: arambai, elefante con ballesta, guerrillero imperial, arquero de ratán, guerrero karambit.